# San Vicente (Kolumbia)
San Vicente – miasto w Kolumbii, w departamencie Antioquia.